# Hotel Monopol (Album)
Hotel Monopol ist der Titel des 1993 veröffentlichten achten Studioalbums der Hagener Band Extrabreit. Es enthielt unter anderem eine Coverversion des Liedes Für mich soll’s rote Rosen regnen, an dessen Aufnahme die Originalinterpretin des Songs, Hildegard Knef, mitwirkte.

## Hintergrund
Extrabreit hatte im August 1991 das Album Wer Böses denkt, soll endlich schweigen veröffentlicht. Trotz positiver Kritiken und Radiopräsenz der ersten Single, Joachim muß härter werden, blieb der kommerzielle Erfolg aus.
Im April und im Juli 1992 erfolgten im Gaga-Studio in Hamburg die Aufnahmen zu einem weiteren Album. Der Bassist Michi Grimm hatte die Band verlassen und war durch Herb Leitner ersetzt worden. Für das Album schrieben der Sänger Kai Havaii und der Gitarrist Bubi Hönig einen deutschen Text für R.E.M.s It’s the End of the World as We Know It (And I Feel Fine) und nannten das so entstandene Lied Das Ende der Welt.
Außerdem nahm die Band eine Coverversion von Für mich soll's rote Rosen regnen von Hildegard Knef auf. Von diesem Lied entstanden zwei Versionen, die beide auf dem Album enthalten sind. Die „Radio Edit“ genannte Variante hatte die Gruppe zusammen mit der Originalinterpretin aufgenommen. Knef schien Gefallen an den Aufnahmen gefunden zu haben, denn sie schrieb für Havaii auf die Rückseite einer ihrer Autogrammkarten:
Rosen regnen im Walzertakt 

doch Dornen brauchen Rock 

drum haben Knef und Extrabreit 

die sanfte Weise aufgestockt
Das Lied wurde als erste Single aus dem Album ausgekoppelt. Ihm folgte Laß es regnen.

## Titelliste
| Nr. | Titel                             | Autor(en)                                                         | Besonderheiten                                                                   | Länge |
| --- | --------------------------------- | ----------------------------------------------------------------- | -------------------------------------------------------------------------------- | ----- |
| 1.  | Das Ende der Welt                 | R.E.M. (Originalversion); Bubi Hönig, Kai Havaii (deutscher Text) | Coverversion des Songs It’s the End of the World as We Know It (and I Feel Fine) | 2:29  |
| 2.  | Aus und vorbei                    | Stefan Kleinkrieg, Rolf Möller, Havaii                            |                                                                                  | 2:44  |
| 3.  | Für mich soll’s rote Rosen regnen | Hans Hammerschmid, Hildegard Knef                                 |                                                                                  | 3:54  |
| 4.  | All die schönen Frau’n            | Hönig, Kleinkrieg                                                 |                                                                                  | 2:02  |
| 5.  | Mein Gott, Rita                   | Kleinkrieg, Havaii                                                |                                                                                  | 3:31  |
| 6.  | Gold                              | Kleinkrieg, Havaii                                                |                                                                                  | 2:34  |
| 7.  | Die endlose See                   | Kleinkrieg, Hönig, Herb Leitner, Möller, Havaii                   |                                                                                  | 4:13  |
| 8.  | Stossgebet                        | Möller, Hönig, Kleinkrieg                                         |                                                                                  | 3:11  |
| 9.  | So wie Du                         | Kleinkrieg                                                        |                                                                                  | 3:08  |
| 10. | Baby, ich sinke                   | Kleinkrieg, Havaii                                                |                                                                                  | 4:19  |
| 11. | Feuer für die Hölle               | Kleinkrieg, Möller                                                |                                                                                  | 2:48  |
| 12. | Hey Ho                            | Kleinkrieg, Havaii                                                |                                                                                  | 2:57  |
| 13. | Lass es regnen                    | Kleinkrieg, Havaii                                                |                                                                                  | 3:22  |
| 14. | Für mich soll’s rote Rosen regnen | Hammerschmid, Knef                                                | “Radio Edit” mit Hildegard Knef                                                  | 4:33  |

## Rezeption
Während das Album keinen Charterfolg verbuchen konnte, gelang der Gruppe mit der Coverversion von Für mich soll’s rote Rosen regnen ein Achtungserfolg. Das Lied erreichte Platz 35 der deutschen Single-Charts.
Musikexpress schrieb, die Band mache „immer noch Musik für extrabreite Menschen.“ Sie erweise sich auf Hotel Monopol als „Spezialisten für Coverversionen,“ wenn auch ihr Verschnitt von R.E.M.s It’s the End of the World „ganz locker hinter dem Original zurückbleibe.“ Besser seien die Roten Rosen, ein „Kinnhaken für Hildegard Knef“, die denn auch gerührt in die Knie gegangen sei. Der Rest der Platte bringe „Bewährtes und Begehrtes“, die Klientel werde „zügig bedient“. Kai Havaii und Co. seien ihr eigenes Fan-Projekt. Mein Gott, Rita klinge „wie selbst erlebt“, Gold „irgendwie kritisch“, und Die endlose See erinnere an Rio Reiser. So böte die Band „für jeden etwas“. Das mache Spaß, und die Jungs seien „spürbar jung geblieben“. Der Rezensent vergab drei von fünf möglichen Sternen.